# Andada
Andada là một thị trấn thống kê (census town) của quận Bharuch thuộc bang Gujarat, Ấn Độ.

## Nhân khẩu
Theo điều tra dân số năm 2001 của Ấn Độ, Andada có dân số 13.506 người. Phái nam chiếm 54% tổng số dân và phái nữ chiếm 46%. Andada có tỷ lệ 73% biết đọc biết viết, cao hơn tỷ lệ trung bình toàn quốc là 59,5%: tỷ lệ cho phái nam là 78%, và tỷ lệ cho phái nữ là 68%. Tại Andada, 16% dân số nhỏ hơn 6 tuổi.